# كورنيليوس غرانت
كورنيليوس غرانت (بالإنجليزية: Cornelius Grant)‏ هو كاتب أغاني أمريكي، ولد في 27 أبريل 1943 في فيرفيلد في الولايات المتحدة.

## وصلات خارجية
- كورنيليوس غرانت على موقع IMDb (الإنجليزية)
- كورنيليوس غرانت على موقع ميوزك برينز (الإنجليزية)
- كورنيليوس غرانت على موقع أول ميوزيك (الإنجليزية)
- كورنيليوس غرانت على موقع ديسكوغز (الإنجليزية)